# Дані Поятос
Дані Поятос (ісп. Dani Poyatos, нар. 23 червня 1978, Барселона) — іспанський футбольний тренер. З 2023 року очолює тренерський штаб команди «Ґамба Осака».

## Кар'єра тренера
Розпочав тренерську кар'єру 2006 року, ставши тренером юнацьких команд у структурі клубу «Еспаньйол», де пропрацював до 2012 року.
Згодом до кінця 2010-х опікувався підготовкою молодих гравців в Бахрейні та клубній структурі «Реал Мадрид», а також був асистентом Йорді Кройфа у тренерському штабі «Маккабі» (Тель-Авів).
Улітку 2020 року уклав дворічну тренерську угоду з грецьким «Панатінаїкосом». Перший досвід самостійної роботи на дорослому рівні виявився невдалим — під його керівництвом афінська команда провалила початок сезону 2020/21, здобувши лише одне очко у трьох стартових іграх, після чого 12 жовтня 2020 року за згодою сторін контракт було розірвано.
Утім вже наприкінці того ж 2020 року знайшов варіант продовження тренерської кар'єри в Японії, де очолив тренерський штаб команди «Токусіма Вортіс», що саме виграла другу Джей-лігу і підвищилася в класі до найвищого дивізіону. Сезон 2021 року команда закінчила на 17-му місці серед 20 учасників турніру, лише одним очком поступившись команді «Сьонан Бельмаре», яка фінішувала 16-ю і зберегла місце в Джей-лізі 1.